# Bolinho de estudante
Bolinho de estudante é uma iguaria típica da culinária baiana, feita a partir de tapioca granulada, coco ralado, açúcar e canela. Acredita-se que o nome provém por ser barato e popular entre os estudantes.
Tal bolinho é muito encontrado nos tabuleiros das baianas do acarajé.